# فابيان ليكليرك
فابيان ليكليرك (19 أكتوبر 1972 بليل في فرنسا - ) (بالفرنسية: Fabien Leclercq)‏ هو لاعب كرة قدم فرنسي في مركز الدفاع. لعب مع نادي سيت ونادي كان ونادي ليل وهارت أوف ميدلوثيان وGap HAFC ‏ وأسوا فالنس ‏.

## روابط خارجية
- فابيان ليكليرك على موقع رابطة كرة القدم الفرنسية للمحترفين (الإنجليزية)
- فابيان ليكليرك على موقع قاعدة بيانات كرة القدم.إي يو (الإنجليزية)
- فابيان ليكليرك على موقع ليكيب (الفرنسية)